# تیلگا (شهرستان هیو)
تیلگا (به لاتین: Tilga) یک منطقهٔ مسکونی در استونی است که در دهستان اماسته واقع شده‌است.